# Władczyni miłości
Władczyni miłości – amerykański melodramat z 1928 roku.

## O filmie
Treść filmu oparto na sztuce The Green Hat armeńskiego pisarza Michaela Arlena z 1924 roku. Był to trzeci obraz, w którym Greta Garbo wystąpiła u boku Johna Gilberta (choć tym razem po raz pierwszy została wymieniona przed nim w czołówce), a także pierwsza z wielu kolaboracji między aktorką i Lewisem Stone’em. Jedno z ujęć filmu jest uznawane przez współczesnych krytyków jako najlepsza scena Garbo w filmie niemym. Władczyni miłości okazała się kinowym hitem, przynosząc zysk przekraczający milion dolarów.

## Obsada
- Greta Garbo – Diana Merrick Furness
- John Gilbert – Neville Holderness
- Lewis Stone – doktor Hugh Trevelyan
- Johnny Mack Brown – David Furness
- Douglas Fairbanks Jr. – Jeffry Merrick
- Hobart Bosworth – sir Morton Holderness
- Dorothy Sebastian – Constance